# Liga Continental de Hóquei de 2015–16
A Liga Continental de Hockey de 2015–16 foi a oitava edição da liga de hóquei no gelo. A edição foi iniciada em agosto de 2015 término em abril de 2016. O HC CSKA Moscou foi o campeão da Copa Continental e o Metallurg Magnitogorsk da Copa Gagarin.

## Divisões 2015-16
Como os clubes foram divididos, entre os 28 participantes.
| Conferencia Leste (KHL) | Conferencia Oeste (KHL) |
| ----------------------- | ----------------------- |

| Divisão Bobrov       | Divisão Tarasov         | Divisão Kharlamov          | Divisão Chernyshev     |
| -------------------- | ----------------------- | -------------------------- | ---------------------- |
| Dinamo Minsk         | CSKA Moscow             | Ak Bars Kazan              | Admiral Vladivostok    |
| Dinamo Riga          | Dynamo Moscow           | Avtomobilist Yekaterinburg | Amur Khabarovsk        |
| Jokerit              | HC Sochi                | Lada Togliatti             | Avangard Omsk          |
| Medveščak Zagreb     | Lokomotiv Yaroslavl     | Metallurg Magnitogorsk     | Barys Astana           |
| SKA Saint Petersburg | Severstal Cherepovets   | Neftekhimik Nizhnekamsk    | Metallurg Novokuznetsk |
| Slovan Bratislava    | Torpedo Nizhny Novgorod | Traktor Chelyabinsk        | Salavat Yulaev Ufa     |
| Spartak Moscow       | Vityaz Podolsk          | Yugra Khanty-Mansiysk      | Sibir Novosibirsk      |

## Gagarin Cup Playoffs

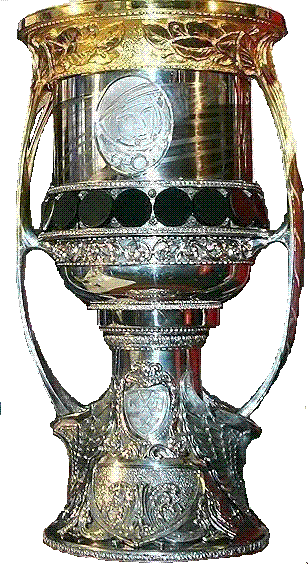
Copa Gagarin

Os playoff começaram em 21 de fevereiro de 2016, com oito times de cada conferencia classificado, a final ocorreu no dia 19 de abril de 2016.
| Conferencia Quartas-de-finais | Conferencia Quartas-de-finais | Conferencia Quartas-de-finais | Conferencia Quartas-de-finais | Conferencia Quartas-de-finais |  |   | Conferencia Semi-Finais | Conferencia Semi-Finais | Conferencia Semi-Finais | Conferencia Semi-Finais | Conferencia Semi-Finais |  |  | Conferencia Final | Conferencia Final | Conferencia Final | Conferencia Final | Conferencia Final |  |  | Copa Gagarin | Copa Gagarin | Copa Gagarin | Copa Gagarin | Copa Gagarin |
|                               |                               |                               |                               |                               |  |   |                         |                         |                         |                         |                         |  |  |                   |                   |                   |                   |                   |  |  |              |              |              |              |              |
| 1                             | Avangard                      |                               |                               |                               |  |   |                         |                         |                         |                         |                         |  |  |                   |                   |                   |                   |                   |  |  |              |              |              |              |              |
| 8                             | Neftekhimik                   |                               |                               |                               |  |   | 1                       | Avangard                |                         |                         |                         |  |  |                   |                   |                   |                   |                   |  |  |              |              |              |              |              |
| 2                             | Metallurg Mg                  |                               |                               |                               |  | 4 | Salavat Yulaev          |                         |                         |                         |                         |  |  |                   |                   |                   |                   |                   |  |  |              |              |              |              |              |
| 7                             | Avtomobilist                  |                               |                               |                               |  |   |                         |                         |                         |                         |                         |  |  | 4                 | Salavat Yulaev    |                   |                   |                   |  |  |              |              |              |              |              |
| 3                             | Sibir                         |                               |                               |                               |  |   |                         |                         |                         |                         |                         |  |  | 2                 | Metallurg Mg      |                   |                   |                   |  |  |              |              |              |              |              |
| 6                             | Admiral                       |                               |                               |                               |  |   | 2                       | Metallurg Mg            |                         |                         |                         |  |  |                   |                   |                   |                   |                   |  |  |              |              |              |              |              |
| 4                             | Salavat Yulaev                |                               |                               |                               |  | 3 | Sibir                   |                         |                         |                         |                         |  |  |                   |                   |                   |                   |                   |  |  |              |              |              |              |              |
| 5                             | Ak Bars                       |                               |                               |                               |  |   |                         |                         |                         |                         |                         |  |  |                   |                   |                   |                   |                   |  |  | 2            | Metallurg Mg |              |              |              |
| 1                             | CSKA                          |                               |                               |                               |  |   |                         |                         |                         |                         |                         |  |  |                   |                   |                   |                   |                   |  |  | 1            | CSKA         |              |              |              |
| 8                             | Slovan                        |                               |                               |                               |  |   | 1                       | CSKA                    |                         |                         |                         |  |  |                   |                   |                   |                   |                   |  |  |              |              |              |              |              |
| 2                             | Jokerit                       |                               |                               |                               |  | 7 | Torpedo                 |                         |                         |                         |                         |  |  |                   |                   |                   |                   |                   |  |  |              |              |              |              |              |
| 7                             | Torpedo                       |                               |                               |                               |  |   |                         |                         |                         |                         |                         |  |  | 1                 | CSKA              |                   |                   |                   |  |  |              |              |              |              |              |
| 3                             | Lokomotiv                     |                               |                               |                               |  |   |                         |                         |                         |                         |                         |  |  | 6                 | SKA               |                   |                   |                   |  |  |              |              |              |              |              |
| 6                             | SKA                           |                               |                               |                               |  |   | 5                       | Dynamo Msk              |                         |                         |                         |  |  |                   |                   |                   |                   |                   |  |  |              |              |              |              |              |
| 4                             | HC Sochi                      |                               |                               |                               |  | 6 | SKA                     |                         |                         |                         |                         |  |  |                   |                   |                   |                   |                   |  |  |              |              |              |              |              |
| 5                             | Dynamo Msk                    |                               |                               |                               |  |   |                         |                         |                         |                         |                         |  |  |                   |                   |                   |                   |                   |  |  |              |              |              |              |              |

## Classificação final
| Ranking | Time                       |
| ------- | -------------------------- |
| 1       | Metallurg Magnitogorsk     |
| 2       | CSKA Moscow                |
| 3       | Salavat Yulaev Ufa         |
| 4       | SKA Saint Petersburg       |
| 5       | Avangard Omsk              |
| 6       | Dynamo Moscow              |
| 7       | Sibir Novosibirsk          |
| 8       | Torpedo Nizhny Novgorod    |
| 9       | Lokomotiv Yaroslavl        |
| 10      | Jokerit                    |
| 11      | HC Sochi                   |
| 12      | Ak Bars Kazan              |
| 13      | Admiral Vladivostok        |
| 14      | Avtomobilist Yekaterinburg |
| 15      | Slovan Bratislava          |
| 16      | Neftekhimik Nizhnekamsk    |
| 17      | Barys Astana               |
| 18      | Dinamo Minsk               |
| 19      | Traktor Chelyabinsk        |
| 20      | Medveščak Zagreb           |
| 21      | Spartak Moscow             |
| 22      | Dinamo Riga                |
| 23      | Yugra Khanty-Mansiysk      |
| 24      | Vityaz Podolsk             |
| 25      | Amur Khabarovsk            |
| 26      | Lada Togliatti             |
| 27      | Severstal Cherepovets      |
| 28      | Metallurg Novokuznetsk     |

## Estatisticas

### Lideres em pontuação
De 18 fevereiro 2016
| Jogador           | Time                   | GP | G  | A  | Pts | +/– | PIM |
| ----------------- | ---------------------- | -- | -- | -- | --- | --- | --- |
| Sergei Mozyakin   | Metallurg Magnitogorsk | 57 | 32 | 35 | 67  | +11 | 0   |
| Alexander Radulov | CSKA Moscow            | 53 | 23 | 42 | 65  | +28 | 73  |
| Brandon Bochenski | Barys Astana           | 60 | 20 | 41 | 61  | +16 | 48  |
| Vadim Shipachyov  | SKA Saint Petersburg   | 54 | 17 | 43 | 60  | −8  | 63  |
| Linus Omark       | Salavat Yulaev Ufa     | 60 | 18 | 39 | 57  | +12 | 40  |
| Matt Ellison      | Dinamo Minsk           | 54 | 26 | 29 | 55  | −10 | 54  |
| Danis Zaripov     | Metallurg Magnitogorsk | 60 | 22 | 32 | 54  | +9  | 26  |
| Nigel Dawes       | Barys Astana           | 55 | 31 | 22 | 53  | +15 | 16  |
| Justin Azevedo    | Ak Bars Kazan          | 59 | 17 | 36 | 53  | +6  | 26  |
| Jan Kovář         | Metallurg Magnitogorsk | 58 | 20 | 32 | 52  | +7  | 61  |

'Fonte: KHL

### Goleiros
De 18 fevereiro 2016
| Jogador              | Time                | GP | Min     | W  | L | SOP | GA | SO | SV%  | GAA  |
| -------------------- | ------------------- | -- | ------- | -- | - | --- | -- | -- | ---- | ---- |
| Ilya Sorokin         | CSKA Moscow         | 28 | 1638:53 | 17 | 7 | 4   | 29 | 10 | .953 | 1.06 |
| Alexei Murygin       | Lokomotiv Yaroslavl | 34 | 1962:29 | 22 | 8 | 3   | 37 | 13 | .954 | 1.13 |
| Stanislav Galimov    | CSKA/Ak Bars        | 28 | 1669:11 | 18 | 6 | 4   | 42 | 7  | .938 | 1.51 |
| Viktor Fasth         | CSKA Moscow         | 20 | 1122:04 | 13 | 4 | 1   | 31 | 3  | .921 | 1.66 |
| Alexander Yeryomenko | Dynamo Moscow       | 23 | 1392:08 | 11 | 4 | 7   | 41 | 2  | .936 | 1.77 |